# Госсетт, Филип
Филип Госсетт ((англ. Philip Gossett) 27 сентября 1941, Нью-Йорк — 12 или 13 июня 2017, Чикаго) — американский музыковед и историк, профессор музыки в университете Чикаго. Признанный специалист по итальянской опере XIX века.
О вкладе Госсетта в изучение оперы и его влиянии на оперные постановки газета Newsday писала: «Любители громких фраз утверждают, что сопрано Мария Каллас сделала для итальянской оперы так же много, как Артуро Тосканини или Верди. Музыковед Филип Госсетт, возможно, сделал для итальянской оперы столько же, сколько и любой из этих гениев»

## Биография
Филип Госсетт начал учиться игре на фортепиано в пятилетнем возрасте. В Джульярдской школе был одним из самых молодых студентов. Изучал музыку в Амхерстском колледже и физику. В Принстонском Университете получил докторскую степень по музыковедению (1970). Учился в Париже по программе Фулбрайта..
В середине 1960-х, когда Госсетт получал музыкальное образование, мало кто занимался серьёзными научными исследованиями творчества итальянских композиторов, таких как Джоаккино Россини, Винченцо Беллини, Гаэтано Доницетти и Джузеппе Верди. Госсетт отмечал: «собираясь стать серьёзным музыковедом, вы должны были изучать Бетховена, Баха или грегорианские песнопения, но Россини — это была довольно забавная мысль». Однако в университете он работал над докторской диссертацией по музыке итальянских композиторов, а затем в Париже изучал оперы Россини.
На протяжении всей своей карьеры Госсетт часто бывал в Италии. Был постановщиком-консультантом на оперном фестивале Россини в Пезаро, сотрудничал с образованным в 1960 году Национальным институтом изучения наследия Верди (Istituto Nazionale di Studi Verdian) в Парме. Готовил в 2001 году программу театра Реджо ди Парма, посвящённую столетию со дня смерти Верди. В 1968 году начал преподавать в Чикагском университете и служил здесь все годы активной деятельности, был деканом отделения гуманитарных наук. После выхода на пенсию до кончины в 2017 году был эмеритом.
Госсетт умер в Чикаго, похоронен на кладбище Mount Ararat Cemetery в Нью-Йорке.

## Критические издания опер Верди и Россини
В соответствии с главным научным интересом — итальянской оперой XIX века и, в особенности, творчеством Россини, Беллини, Доницетти, и Верди, — работая в Чикагском университете, Госсетт был главным редактором двух важных проектов, посвященных подготовке «критических изданий» (critical edition) всех опер Россини (около семидесяти) и Верди (свыше тридцати в разных редакциях). Эти выверенные тексты произведений были постепенно изданы под заглавиями The Works of Giuseppe Verdi (совместное издание University of Chicago Press и издательства Casa Ricordi в Милане) и The Works of Gioachino Rossini (издательство Bärenreiter Verlag в Касселе).

Что следует понимать под термином «критическое издание» Госсетт разъяснил в интервью: 

Под критическим изданием оперы я всегда подразумевал издание, которое базируется, насколько возможно, на самых лучших и наиболее точных источниках. Это значит, что необходимо изучить полную историю произведения. В некоторых случаях, конечно, имеется автограф рукописи, и это помогает, но и создаёт множество проблем, потому что композиторы, как известно, совершали ошибки и в своих рукописях. И поэтому от нас требуется — мы считаем, что это необходимо, — вмешаться и исправить ошибки, которые иногда попадали в печатные издания с самого начала, но при этом были всего лишь ошибками старых изданий, простыми ошибками.Оригинальный текст (англ.)By critical edition of an opera I have always meant an edition that bases itself wherever possible on the very finest and most accurate sources for an opera. That means that it must study the entire performance history of a work. In some cases of course we have an autograph manuscript, and that helps us, but it is also where many of the problems start, because composers are known to have made mistakes in their autograph manuscripts. And therefore we are required – we feel it is necessary – to intervene and to correct errors that sometimes have been perpetrated on these works by printed editions from the beginning, so they are just mistakes in the old editions, simple mistakes.
По поводу критического издания оперы Россини «Путешествие в Реймс» Госсетт подчеркнул, что эта работа даёт возможность вернуться к аутентичному музыкальному тексту и дать доступ исполнителям именно к тем версиям, которые были согласованы с композитором. При этом Госсетт не считал, что все исполнители должны руководствоваться именно критическими изданиями, а рекомендовал выбирать для своих интерпретаций лучшие издания.

### Работа с оперными театрами
Госсетт был консультантом первой постановки критического издания оперы «Танкреда» в Хьюстонской опере. В этом спектакле 1979 года Мэрилин Хорн представила обнаруженный в ходе исследований трагический финал оперы. Трижды работал над постановками Россини в Метрополитен-опера: в 1990 году («Семирамида» Россини); 1993 («Стиффелио» Верди), 1997 («Золушка» Россини). В опере Санта-Фе в 2000 году участвовал в постановке «Эрмионы» Россини. В Чикагской лирической опере в 2003 помогал с постановкой считавшейся утраченной оперы Россини «Путешествие в Реймс».
Во время репетиций оперы Верди «Аттила» в Метрополитен-опера в 2010 году под руководством дирижёра Риккардо Мути Госсетт внёс ряд поправок на основе последних исследований, создав новую критическую редакцию оперы. Мути признавал роль Госсетта в устранении ряда неточностей в тексте оперы Верди «Риголетто».
Госсетт помогал в работе над итальянскими произведениями оперным певцам, в том числе Чечилии Бартоли, Мэрилин Хорн. Специально для Анны Нетребко написал каденцию в сцене сумасшествия Лючии (опера Доницетти «Лючия ди Ламмермур» в Метрополитен-опера).

## Награды и признание
- Кавалер Большого креста ордена «За заслуги перед Итальянской республикой» (1998)
- Премия фонда Эндрю Уильяма Меллона в 1,5 млн долларов на поддержку исследований (2004)
- Премия Отто Кинкелди за книгу «Divas and Scholars: Performing Italian Opera», признанную лучшей книгой о музыке 2006 года по версии Американского музыковедческого общества.
- Член Шведской королевской музыкальной академии (2008)